# Pachydota ducasa
Pachydota ducasa là một loài bướm đêm thuộc phân họ Arctiinae, họ Erebidae.